# Peter Wensierski
Peter Wensierski (* 1954 in Heiligenhaus, Landkreis Düsseldorf-Mettmann) ist ein deutscher Autor, Journalist und Dokumentarfilmer. Er arbeitet seit 1993 für das Nachrichtenmagazin Der Spiegel.
Bekannt wurde er auch durch seine Bücher (u. a. Schläge im Namen des Herrn), dazugehörige Dokumentationen im Fernsehen sowie als Preisträger des Bundesfilmpreises für Berliner Blau und eines „Europäischen Fernsehpreises“ 1993 für einen Film über Berlin-Marzahn.

## Leben
Hans-Peter Wensierski wurde 1954 in Heiligenhaus geboren und legte 1973 das Abitur im benachbarten Kettwig ab. Als Schüler jobbte er bei dem Heiligenhauser Automobilzulieferer Kiekert, wo sein Bruder Werkzeugmacher gelernt hatte. Nach dem Studium von Publizistik, Politik und Geschichte in Berlin war er ab 1979 für den Evangelischen Pressedienst als jüngster westlicher Reisekorrespondent in der DDR tätig. Von der Regierung der DDR wurde er 1985 mit einem Arbeits- und Einreiseverbot belegt.
Während seiner Korrespondententätigkeit in der DDR veröffentlichte er zahlreiche Reportagen, Bücher und Dokumentarfilme u. a. über die Oppositionsbewegung in den Kirchen, bei der Jugend und in Künstler- und Intellektuellenkreisen. Zeitgleich arbeitete er an einer Dissertation über „Ökologieprobleme und Kritik an der Industriegesellschaft in der DDR heute“.
Ab 1986 war Wensierski Redakteur bei dem ARD-Magazin Kontraste. 1993 wechselte er zur Deutschlandredaktion des Spiegel.
Peter Wensierski führte am 11. August 2012 ein spontanes Interview mit dem Limburger Bischof Franz-Peter Tebartz-van Elst über dessen Flugreise nach Indien, in dessen Folge die Hamburger Staatsanwaltschaft am 25. September 2013 einen Strafbefehl gegen den Bischof wegen falscher Versicherung an Eides statt beantragte. Gegen Zahlung einer Geldauflage von 20.000 Euro durch Tebartz-van Elst wurde das Strafverfahren eingestellt.
Wensierski veröffentlichte 2017 das Sachbuch Die unheimliche Leichtigkeit der Revolution über eine Gruppe junger Umwelt- und Friedensaktivisten in Leipzig Ende der 1980er-Jahre. Es wurde 2021 als gleichnamiges Fernsehdrama verfilmt.

## Auszeichnungen
- 2006: Medienpreis der Deutschen Kinder- und Jugendhilfe[5]
- 2012: Bundesverdienstkreuz am Bande[6]
- 2014: Auszeichnung für „Bye, bye DDR“ im Wettbewerb „25 Jahre Mauerfall: Geschichte erinnern – Gegenwart gestalten“ der Bundeszentrale für politische Bildung/bpb
- 2024: Karl-Wilhelm-Fricke-Sonderpreis der Bundesstiftung zur Aufarbeitung der SED-Diktatur

## Werke
Bücher
- Jena-Paradies. Die letzte Reise des Matthias Domaschk. Ch. Links Verlag, Berlin 2023, ISBN 978-3-96289-186-2.
- Klaus Mehner: Parallelwelten Ost-West. Fotografien aus Berlin 1964–1990. Jaron Verlag, Berlin 2021, ISBN 978-3-89773-888-1.
- mit Michael Sontheimer: Berlin – Stadt der Revolte. Ch. Links Verlag, Berlin 2018, ISBN 978-3-86153-988-9.
- Die unheimliche Leichtigkeit der Revolution: Wie eine Gruppe junger Leipziger die Rebellion in der DDR wagte. Deutsche Verlags-Anstalt, München 2017, ISBN 978-3-421-04751-9.
- Die verbotene Reise. Die Geschichte einer abenteuerlichen Flucht. Deutsche Verlags-Anstalt, München 2014, ISBN 978-3-421-04615-4.
- Schläge im Namen des Herrn. Die verdrängte Geschichte der Heimkinder in der Bundesrepublik. Spiegel-Buchverlag in der Deutschen Verlags-Anstalt, München 2006, ISBN 3-421-05892-X.
- mit Annette Bruhns: Gottes heimliche Kinder. Töchter und Söhne von Priestern erzählen ihr Schicksal. Deutsche Verlags-Anstalt, München 2004, ISBN 3-421-05772-9; bearbeitete Taschenbuchauflage: dtv 34274, München 2006, ISBN 978-3-423-34274-2.
- Ökologische Probleme und Kritik an der Industriegesellschaft in der DDR heute. Forschungsbericht 1984–1986. Verlag Wissenschaft und Politik, Köln 1988, ISBN 3-8046-8721-0
- Von oben nach unten wächst gar nichts – Umweltzerstörung und Protest in der DDR. Fischer-Verlag, Frankfurt/Main 1986, ISBN 3-596-24274-6
- mit Wolfgang Büscher: Null Bock auf DDR – Aussteigerjugend im anderen Deutschland. (= Spiegel-Buch, Band 47), Rowohlt Taschenbuch, Reinbek bei Hamburg 1984, ISBN 978-3-499-33047-6.
- mit N. Haase, L. Reese: VEB Nachwuchs – Jugend in der DDR. Rowohlt-Verlag, Hamburg 1983
- mit Wolfgang Büscher, Klaus Wolschner: Schwerter zu Pflugscharen – Friedensbewegung in der DDR. Band 2. edition transit, Scandica-Verlag, Hattingen 1982, ISBN 978-3-88473-019-5.
- mit Wolfgang Büscher: Beton ist Beton – Zivilisationskritik aus der DDR. Band 1. edition transit, Scandica-Verlag, Hattingen 1981, ISBN 3-88473-016-9

Filme
- IM Dienst der Stasi – Der Fall Monika Haeger[7], ARD-Filmdokumentation 2017
- Ende eines Geheimdienstes. ARD-Fernsehfilm 1990
- Diesmal findet ihr mich nicht – Sascha Anderson. ARD-Fernsehfilm 1988
- Berliner Blau von Hartmut Jahn und Peter Wensierski, 1986. Der Film wurde 1986 mit dem Bundesfilmpreis ausgezeichnet.
- Mit Wind und Wasser über die Grenze – Der deutsch-deutsche Umweltschmutz, ZDF-Filmdokumentation 1985
- Transitträume. Spielfilm 100 Minuten, 1985/86 Produktion, Regie und Drehbuch mit Hartmut Jahn
- Schwerter zu Pflugscharen. Pantafilm 1983
- Dorfkirche im Häusermeer – Christen in Marzahn. Pantafilm 1983

Filmreihen im Magazin Kontraste, die Peter Wensierski mit verantwortete
- Kontraste: Auf den Spuren einer Diktatur, 3 DVDs; in Zusammenarbeit mit Roland Jahn und mit einem Booklet von Ilko-Sascha Kowalczuk; hrsg. von der Bundeszentrale für politische Bildung und dem Rundfunk Berlin-Brandenburg (rbb), Bonn 2005
- Aufbruch im Osten 1987–1989[8]
- Wendezeiten 1990–1991[9]